# Caupenne
Caupenne település Franciaországban, Landes megyében. Lakosainak száma 397 fő (2022. január 1.). Caupenne Baigts, Bastennes, Bergouey, Donzacq, Gaujacq, Lahosse, Larbey, Maylis és Saint-Aubin községekkel határos.

## Népesség
A település népességének változása:
| Lakosok száma | 463  | 433  | 399  | 393  | 415  | 422  | 404  | 397  | 395  | 397  |
|               | 1968 | 1982 | 1990 | 2006 | 2013 | 2015 | 2017 | 2019 | 2020 | 2022 |